# Иван Чомаков
Иван Милков Чомаков е български политик кмет на град Пловдив за периода от 1999 до 2007.

## Биография
Роден е в Пловдив на 15 октомври 1953 г. Средно образование получава в гимназия „Д. Благоев“. 
През 1971 – 1973 г. отбива редовна военна служба в град Смолян. 
През 1979 г. завършва медицина във ВМИ-Пловдив. От 1979 г. до 1981 г. работи по разпределение в град Мадан. След асистентски конкурс от 1981 до 1997 г. работи като главен асистент в катедрата по анестезиология и реанимация на ВМИ-Пловдив. През 1985 г. специализира в клиниката по сърдечна хирургия на проф. Чирков. Има 23 научни публикации. Три години – от 1991 до 1994 г. работи в Либия – в болницата на град Хумс като специалист анестезиолог.
От 1997 г. до 1999 г. е народен представител от 16 многомандатен избирателен район – Пловдив град в ХХХVІІІ Народно събрание и регионален лидер на Съюза на демократичните сили – Пловдив.
На проведените избори за местни органи на държавната власт на 16 октомври 1999 г. като кандидат на СДС и коалиция д-р Чомаков е избран за кмет на Пловдив.

### Кмет на Пловдив
- 1999 – 2003 г.
- 2003 – 2007 г.